# Gordon Kane
Gordon Leon Kane (* 19. Januar 1937 in Saint Paul, Minnesota) ist ein US-amerikanischer Physiker, der sich mit theoretischer Teilchenphysik und speziell Supersymmetrie befasst.

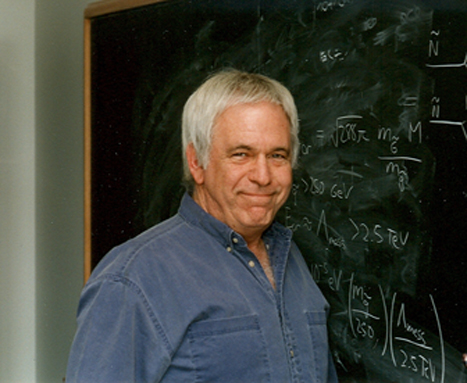
Gordon Kane (2007)

## Leben
Kane studierte Physik an der University of Minnesota (Bachelor 1958) und an der University of Illinois, an der er 1961 seinen Master-Abschluss machte und 1963 promoviert wurde. Danach war er an der Johns Hopkins University und ab 1965 Assistant Professor sowie seit 1975 Professor für Physik an der University of Michigan in Ann Arbor. Er war dort Direktor des Michigan Center for Theoretical Physics und Victor Weisskopf Distinguished University Professor. Er war unter anderem am CERN (1986), SLAC (1979) und am Institute for Advanced Study (2007).
2012 erhielt er den Julius-Edgar-Lilienfeld-Preis. 1971/72 war er als Guggenheim Fellow am Rutherford Laboratory und der Universität Oxford. Er ist Fellow der American Physical Society, des Institute of Physics und der American Association for the Advancement of Science.
Kane veröffentlichte über 200 Arbeiten auch auf populärwissenschaftlichem Gebiet zu Themen der theoretischen Teilchenphysik und Astro-Teilchenphysik, speziell Phänomenologie der Physik jenseits des Standardmodells etwa am Large Hadron Collider, Dunkler Materie, Supersymmetrie, Higgs-Bosonen-Physik, String-Phänomenologie.
Er war 1982 Ko-Leiter des Snowmass-Treffens von Teilchenphysikern, auf dem die Idee zum Superconducting Super Collider entwickelt wurde. Mit Howard Haber befasste er sich mit experimentellen Vorhersagen aus dem Minimal Supersymmetric Model und sie schrieben darüber 1985 einen weitverbreiteten Übersichtsartikel.
Er ist seit 1958 verheiratet und hat zwei Kinder.

## Schriften
- Supersymmetry. Unveiling the ultimate limits of nature, Perseus Books 2000
- The particle garden. Out universe as understood by particle physicists, Helix Books, Addison-Wesley 1994
- Modern Elementary Particle Physics, Addison-Wesley 1988, 1993
- Herausgeber Perspectives on Higgs physics, 2 Bände, World Scientific 1998
- Herausgeber Perspectives on LHC physics, World Scientific 2008
- Herausgeber Perspectives on Supersymmetry, 2 Bände, World Scientific 1998, 2010
- mit John F. Gunion, Howard Haber, Sally Dawson The Higgs hunter guide, Addison-Wesley 1990, Westview Press 2000
- Herausgeber mit Mikhail Shifman The supersymmetric world, World Scientific 2001

Einige Aufsätze:
- Mysteries of mass, Scientific American, Juli 2005
- The dawn of physics beyond the standard model, Scientific American, Juni 2003
- String theory and the real world, Physics Today, November 2010
- mit D. J. H. Chung, L. L. Everett, S. F. King, J. Lykken, Lian-Tao Wang The soft supersymmetry-breaking Lagrangian: theory and applications; Physics Reports, Band 407, 2005, S. 1–203